# فوزی جمال
فوزی جمال (عربی: فوزي جمال؛ زادهٔ ۲۳ اکتبر ۱۹۶۶) بازیکن فوتبال اهل مصر است.
از باشگاه‌هایی که در آن بازی کرده‌است می‌توان به باشگاه ورزشی اسماعیلی اشاره کرد.
وی همچنین در تیم ملی فوتبال مصر بازی کرده‌است.